# 王庄布依族苗族乡
王庄布依族苗族乡是中华人民共和国贵州省貴陽市清镇市下辖的一个民族乡。

## 行政区划
王庄布依族苗族乡下辖以下村级行政区划单位：
王庄社区、王庄村、花围墙村、蚂蝗井村、簸涌村、关庄村、高山村、打磨冲村、小坡村、罗家田村、岩头村、铧口村、洛阳村、小化腊村、塘寨村和后坝村。